# Stockton (Maryland)
Stockton és una concentració de població designada pel cens dels Estats Units a l'estat de Maryland. Segons el cens del 2000 tenia 143 habitants.

## Demografia
Segons el cens del 2000, Stockton tenia 143 habitants, 49 habitatges, i 39 famílies. La densitat de població era de 31,9 habitants per km².
Dels 49 habitatges en un 28,6% hi vivien nens de menys de 18 anys, en un 51% hi vivien parelles casades, en un 26,5% dones solteres, i en un 20,4% no eren unitats familiars. En el 16,3% dels habitatges hi vivien persones soles el 8,2% de les quals corresponia a persones de 65 anys o més que vivien soles. El nombre mitjà de persones vivint en cada habitatge era de 2,92 i el nombre mitjà de persones que vivien en cada família era de 3,23.
Per edats la població es repartia de la següent manera: un 25,9% tenia menys de 18 anys, un 10,5% entre 18 i 24, un 25,9% entre 25 i 44, un 21,7% de 45 a 60 i un 16,1% 65 anys o més.
L'edat mediana era de 37 anys. Per cada 100 dones de 18 o més anys hi havia 68,3 homes.
La renda mediana per habitatge era de 14.583 $ i la renda mediana per família de 25.833 $. Els homes tenien una renda mediana de 13.750 $ mentre que les dones 0 $. La renda per capita de la població era de 5.776 $. Entorn del 42,3% de les famílies i el 45% de la població estaven per davall del llindar de pobresa.

## Poblacions més properes
El següent diagrama mostra les poblacions més properes.